# Lumbar (ejercicio físico)

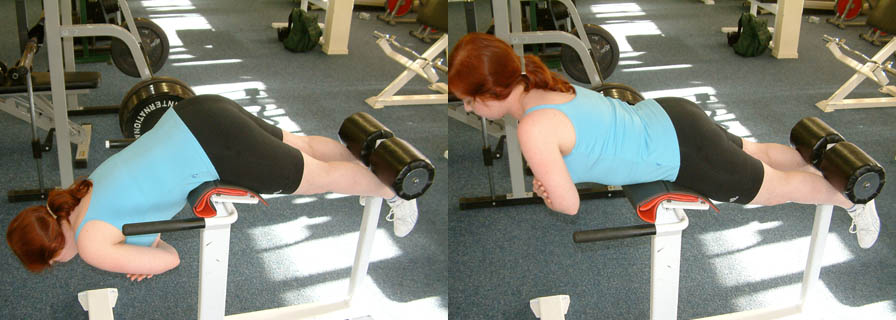
Lumbar en banco.

Los ejercicios lumbares son unos ejercicios físicos que buscan prevenir o mejorar algún tipo de condición patológica de estructuras osteomusculares y/o ligamentosas propia de las vértebras lumbares (como malas posturas, lumbalgia, lumbociática).
Por medio de distintos ejercicios físicos se busca restaurar las funciones biomecánicas de las "lumbares" trabajando: tono muscular, contracción muscular, estiramientos, y las articulaciones.

## Tipos de ejercicios
- De tronco: en posición parado tratar de tocar la punta de los pies, tratando de flexionar los menos posible las rodillas.
- Región lumbar o "Lumbares" (propiamente dicho): en posición decúbito prono (acostado ventral o "boca abajo") elevar los hombros (y/o los pies simultáneamente) contrayendo los músculos de la región lumbar.
- Extremidades inferiores: en posición parado, apoyando la espalda y la nuca contra una superficie vertical (típicamente una pared), alternar lados para elevar una rodilla al pecho.